# Bonifacio Bembo
Bonifacio Bembo (aktivní mezi lety 1447 a 1477) byl italský malíř a miniaturista v období rané renesance.

## Život a dílo
Narodil se ve městě Brescia a přestože jeho styl formovala pozdní gotika, byl ovlivněn nastupující renesancí. Po seznámení s dílem Gemista Pletha absorboval neoplatónovské ideály, což se projevilo i v jeho díle.
Jeho malby zahrnují fresky pro kostel sv. Augustina v Cremoně a portrét Francesca Sforzy a jeho ženy Biancy Marie Visconti (oba z roku 1462), nyní v pinakotéce v Miláně.
Bembo je obvykle považován za autora jedné ze známých tarotových desek rodu Visconti-Sforza. Byl bratrem malíře Benedetta Bemba a strýcem malíře Giovanni Francesca Bemba.